# Aidy Bryant

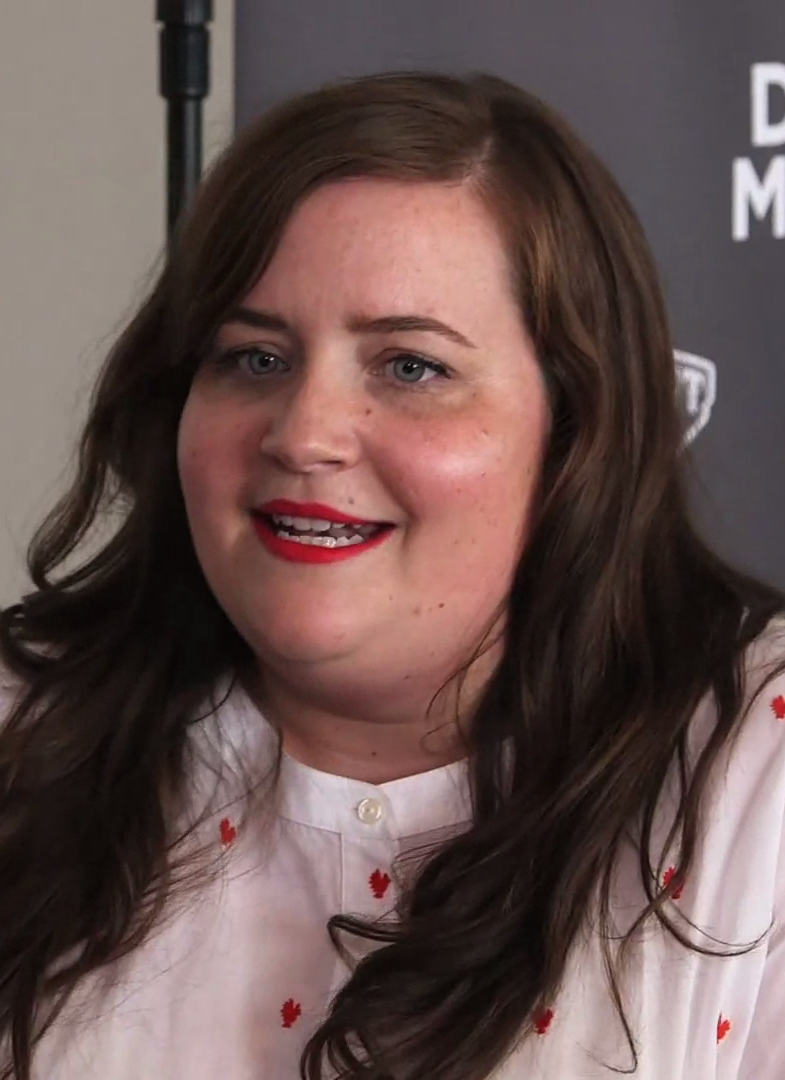
Aidy Bryant (2015)

Aidan Mackenzy Bryant (* 7. Mai 1987 in Phoenix, USA) ist eine US-amerikanische Schauspielerin und Komikerin.

## Gliederung
Aidy Bryant absolvierte das Columbia College in Chicago mit einem B.A. im Jahr 2009.
Bryant hatte ihr Debüt als Nebendarstellerin in der US-amerikanische Comedy-Show Saturday Night Live am 15. September 2012, wo sie seit 2012 (Staffel 38) zur Besetzung gehört. Während ihrer zweiten Staffel in der Show wurde sie zur Repertoire-Spielerin befördert. Für ihre Arbeit an der Serie wurde sie für zwei Primetime Emmy Awards nominiert, darunter für eine herausragende Nebendarstellerin in einer Comedy-Serie. 
Bryant hatte Gastauftritte bei Shows wie etwa Broad City, Documentary Now! und Girls. Außerdem hatte sie eine Sprechrolle in Danger & Eggs und wirkte an der Sitcom Shrill als Hauptdarstellerin, Produzentin und Autorin mit.